# Webring

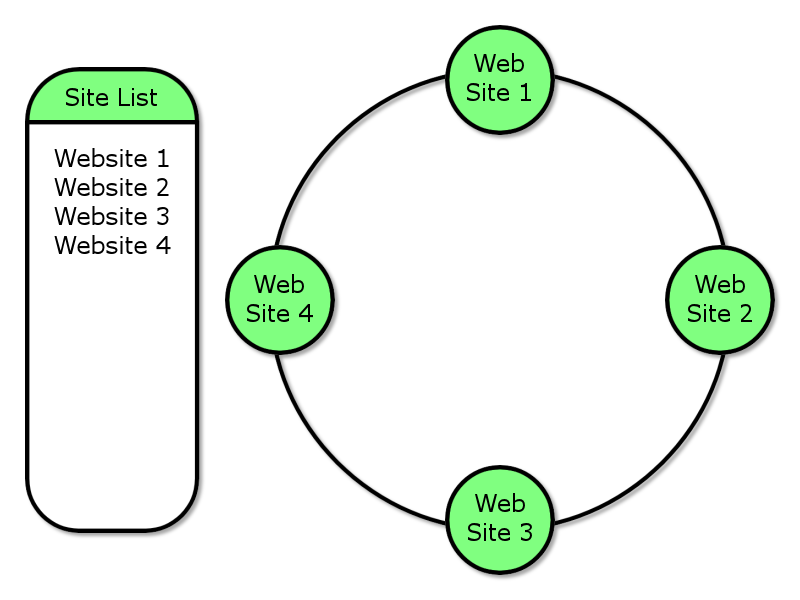
Voorbeeld van hoe een webring werkt.

Een webring is een collectie van websites die aan elkaar gelinkt worden via een script. Meestal gaat het om websites die dezelfde thema herbergen. Tussen 1990 en 2000 waren ze razend populair, vooral op amateur websites omdat men met een webring erg veel bezoekers kan trekken. Tegenwoordig zijn ze, door opkomst van betere zoekmachines en startpagina's, echter zeer zeldzaam. In het begin werden webrings geschreven in CGI script. Dit komt nog steeds voor, echter, de meeste webrings worden tegenwoordig in PHP en ASP geschreven.

## Werking
Om onderdeel te zijn van een webring moet iedere webmaster een speciale navigatiebar plaatsen op zijn/haar website. In de begindagen waren dit meestal navigatiebars die volledig uit tekst bestonden. Later werden het vaak aanklikbare plaatjes. De navigatiebar bestaat meestal uit vier links:
- Vorige, deze brengt de bezoeker naar de website die voor de website van de gebruiker in de lijst staat.
- Random, deze brengt de bezoeker naar een willekeurige website uit de lijst.
- Home, deze brengt de bezoeker naar de website van de webringeigenaar.
- Volgende, deze brengt de bezoeker naar de website die na de website van de gebruiker in de lijst staat.

Bij de eerste generatie webringen kwam het vaak voor dat als een website uit de lijst verdween, er vaak een gat in de ring achterbleef. Hierdoor kwam het vaak voor dat bezoekers die gebruikmaakten van een webring om naar een andere website te gaan met hetzelfde thema op error pagina's terechtkwamen. In latere versies werd dit probleem verholpen.

## Voordelen
- Via een webring kan men veel bezoekers naar hun website toetrekken.
- Bezoekers kunnen makkelijk andere websites vinden met hetzelfde thema.
- Aselect een website met het juiste thema bezoeken.

## Nadelen
- Men is verplicht een navigatiebar op hun website te plaatsen, ook als het niet bij de lay-out past.
- Bij de eerste generatie webrings gebeurde het vaak dat als een website offline ging er een 'gat' in de ring bleef.
- Via een webring kunnen bezoekers makkelijker een (eventueel) betere of leukere website vinden en de gebruikerswebsite minder bezoeken.